# BMD-2
El BMD-2 es un vehículo de combate de infantería aerotransportado soviético, introducido en 1985. Es una variante del BMD-1 con una nueva torreta y cambios en el chasis. BMD significa Boyevaya Mashina Desanta (Боевая Машина Десанта, que literalmente se traduce como "Vehículo de Combate Aerotransportado"). 
Se desarrolló como sustituto del BMD-1, pero no lo sustituyó por completo en el servicio soviético. Su designación en la OTAN es BMD M1981/1. 

## Desarrollo
Al estallar la guerra de Afganistán (1978-1989) , las fuerzas soviéticas operaban vehículos de combate de infantería BMP-1 y vehículos de combate de infantería aerotransportados BMD-1 . Ambos estaban armados con un Cañón semiautomático de ánima lisa de baja presión y retroceso corto de 73 mm 2A28 Grom, Un lanzador ATGM 9S428 capaz de disparar los ATGM 9M14 Malyutka, el 9M14M Malyutka-M y el 9M14P Malyutka-P y una ametralladora coaxial PKT de 7,62 mm. . Este armamento era eficaz contra objetivos blandos, como vehículos sin blindaje, infantería y posiciones ligeramente fortificadas, pero no era eficaz como antitanque y presentaba deficiencias en terreno montañoso debido al bajo ángulo de elevación del cañón principal.
En 1981, las unidades que combatían en Afganistán comenzaron a recibir los nuevos vehículos de combate de infantería BMP-2. Su cañón automático multipropósito 2A42 de 30 mm, con sistema de carga de doble cinta y gran ángulo de elevación, solucionaba las deficiencias del cañón 2A28 de 73 mm.El lanzador ATGM 9S428 fue reemplazado por un lanzador ATGM 9P135M-1 montado sobre pivote con control semiautomático.
Ahora era capaz de disparar los ATGM guiados SACLOS 9M113 Konkurs, el 9M113M Konkurs-M, el 9M111 Fagot y el 9M111-2 Fagot. Que demostraron ser mucho más eficaces y fiables que los misiles más antiguos. El mando de las fuerzas aerotransportadas soviéticas decidió equipar sus unidades con vehículos similares.

Al principio, se hizo evidente que el casco del BMD-1 era demasiado pequeño para la torreta del BMP-2. Por lo tanto, se decidió diseñar dos vehículos. El primero debía satisfacer la necesidad inmediata de un nuevo vehículo de combate de infantería aerotransportado modificando la torreta del BMD-1/BMP-1, equipándola con el mismo armamento que el del BMP-2 e instalándolo en el casco del BMD-1. El segundo vehículo, concebido para ser mucho más grande y permitir la instalación de la torreta del BMP-2, se convirtió posteriormente en el BMD-3.

La versión modernizada del BMD-1 se desarrolló en 1983 e incorporó la nueva torreta B-30, armada con un cañón automático multipropósito 2A42 de 30 mm, una ametralladora coaxial PKT de 7,62 mm y un lanzador ATGM 9P135M montado en pivote. Entró en producción en 1985. 

## Descripción

### Resumen
El BMD-2 cuenta con un casco ligeramente modernizado y una nueva torreta.

### Tripulación
La tripulación del BMD-2 es la misma que la del BMD-1. El comandante recibió el equipo de radio R-123M para comunicarse.
La nueva torreta sitúa al artillero a la izquierda del cañón principal. En la parte superior de la torreta hay una escotilla circular de una sola pieza que se abre hacia adelante. Delante de la escotilla se encuentra la mira del artillero, la misma que se utiliza en el BMP-2. Otra mira se encuentra a la izquierda del cañón principal y se mueve verticalmente con él. Se trata de una mira de alto ángulo de tiro que se utiliza cuando el artillero apunta a objetivos aéreos. El vehículo cuenta con periscopios adicionales que le proporcionan visión lateral.En frente de la torreta está montado un reflector blanco. 

### Armamento

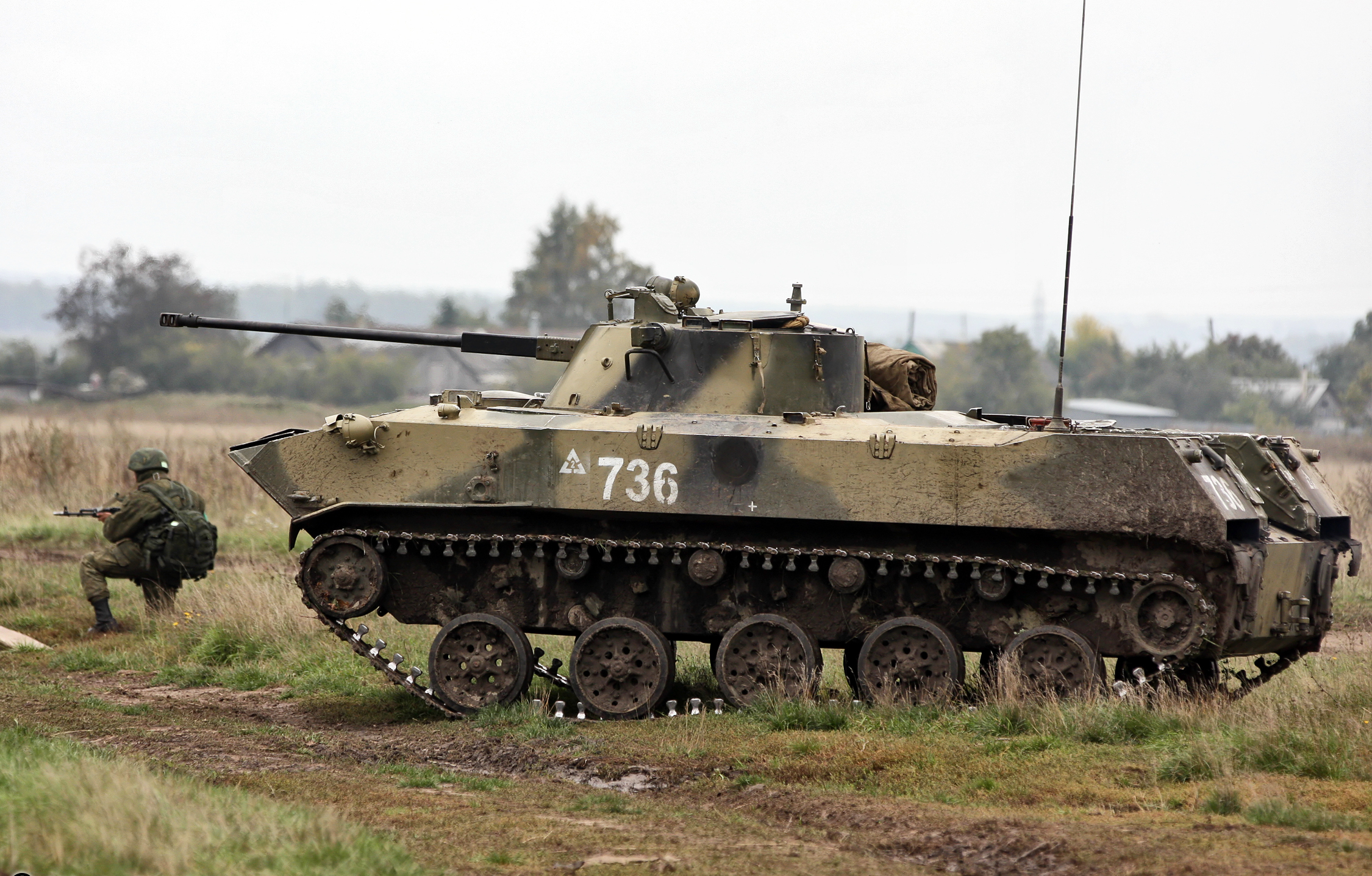
Un BMD-2 de la 106.ª División Aerotransportada de la Guardia

El vehículo está armado con un cañón automático multipropósito estabilizado 2A42 de 30 mm y una ametralladora coaxial PKT de 7,62 mm. El vehículo lleva 300 balas para el cañón principal (180 AP y 120 HE) y 2940 balas para la ametralladora.[cita requerida] El cañón principal puede elevarse o bajarse entre 85° y -5° y puede usarse para disparar a objetivos aéreos.
La torreta está armada con un lanzador ATGM 9P135M montado en pivote. Es capaz de disparar ATGMs 9M113 "Konkurs", 9M113M "Konkurs-M", 9M111 "Fagot" y 9M111-M "Faktoria".

### Maniobrabilidad
El BMD-2 tiene el mismo motor y la misma suspensión que el BMD-1, con una autonomía máxima en carretera de 450 km.

### Técnicas de lanzamiento aéreo

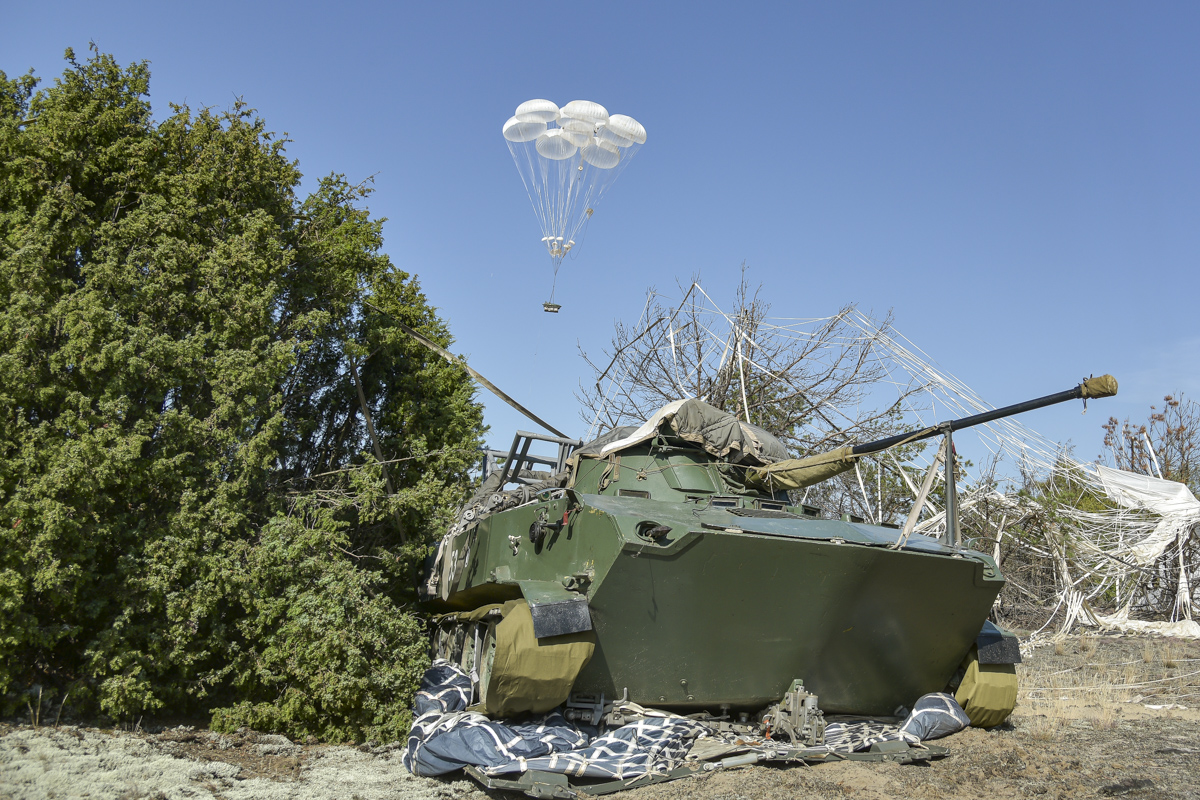
Un BMD-2 inmediatamente después de su lanzamiento desde un avión de transporte pesado Il-76; otro vehículo desciende al fondo. Fotografiado durante el ejercicio conjunto "Slavic Brotherhood-2020" en Bielorrusia.

El vehículo puede ser transportado por aviones An-12, An-22, Il-76, An-124 y helicópteros Mi-6 y Mi-26.
Se desarrolló un paracaídas cohete, el PRSM-915, para garantizar el aterrizaje seguro del vehículo. Para usar el paracaídas, el BMD se coloca primero en un palé especial antes del despegue. Para soltar el BMD, se libera un paracaídas de frenado que inicialmente lo arrastra fuera del avión de transporte Il-76. Una vez fuera del avión, se abre un único paracaídas principal de gran tamaño. El despliegue del paracaídas principal desencadena el despliegue de cuatro varillas largas que cuelgan debajo del palé.
En cuanto las varillas tocan el suelo, se dispara un retrocohete, que reduce la velocidad del BMD a entre 6 y 7 m/s, lo que le proporciona un aterrizaje relativamente suave. Esto permitía lanzar un BMD en paracaídas con relativa seguridad, tanto con el conductor como con el artillero. Este sistema entró en servicio en 1975 para el BMD-1 y, posteriormente, se utilizó para el BMD-2.

### Capacidad anfibia
El BMD-2 es completamente anfibio. Puede nadar tras activar las dos bombas de achique eléctricas, lo que permite instalar el álabe de compensación de dos piezas, lo que mejora la estabilidad y el desplazamiento del vehículo en el agua y evita que el agua inunde la proa del tanque. El piloto cambia el periscopio a un periscopio de natación que le permite ver por encima del álabe de compensación.

### Protección del blindaje
El blindaje de aluminio tiene un grosor de 7 mm en la torreta, 15 mm en la parte frontal del casco y 10 mm en el resto del casco. El blindaje frontal del casco consta de dos secciones: superior e inferior. La sección superior tiene un ángulo de 78°, mientras que la inferior lo tiene de 50°. Es resistente al fuego de armas pequeñas y a la metralla.

### Compartimento de tropas

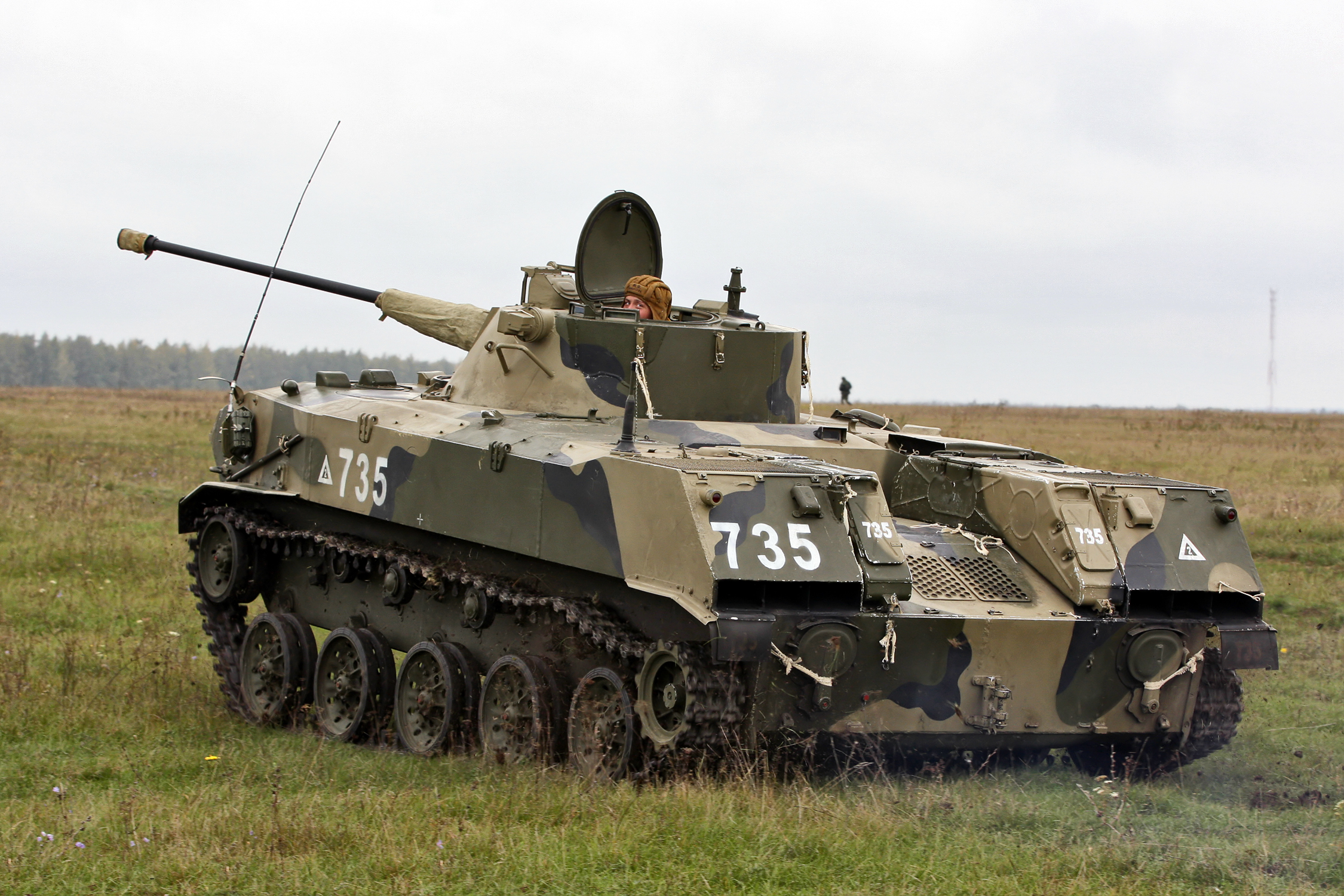
Vista trasera del BMD-2

El diseño se realizó para reducir el peso necesario, sacrificando la comodidad de la tripulación. Al igual que el BMD-1, el BMD-2 tiene un espacio interior extremadamente reducido. Es mucho más pequeño que los vehículos de combate de infantería BMP-1 y BMP-2. Puede transportar cinco soldados de infantería, incluido el comandante del vehículo, el artillero de proa y tres soldados sentados detrás de la torreta.
Está equipado con bloques de visión periscópica en los laterales y la parte trasera del vehículo. Dispone de tres troneras de disparo: dos a cada lado del casco y una en la parte trasera.

### Equipo
El BMD-2 cuenta con el mismo equipo que el BMD-1, excepto por la radio R-123, que fue reemplazada por la radio R-123M.

## Historial de servicio
El BMD-2 entró en servicio en las fuerzas aerotransportadas soviéticas en 1985. Participó en la guerra de Afganistán (1978-1989). Posteriormente, fue utilizado por las unidades aerotransportadas rusas de la SFOR, incluida la brigada aerotransportada rusa estacionada en Tojšici, que apoyó la Operación Guardia Conjunta.
Fue utilizado por las unidades aerotransportadas rusas estacionadas en Abjasia. El 234.º Regimiento de Asalto Aerotransportado ruso empleó el BMD-2 en la guerra ruso-georgiana de 2008, y uno se perdió en combate.

### Guerra del Dombás

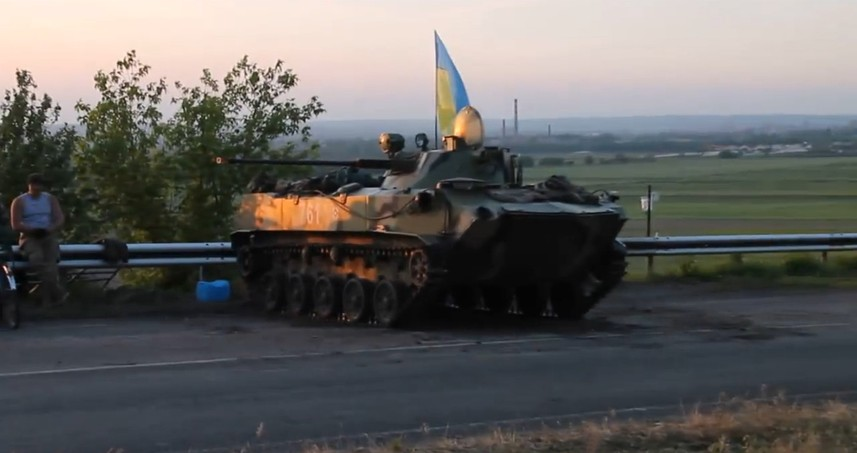
Un BMD-2 ucraniano en un puesto de control entre Kramatorsk y Sloviansk el 11 de mayo de 2014.

Durante la guerra del Dombás, los BMD-2 fueron utilizados por unidades de las Tropas de Asalto Aéreo de Ucrania y por separatistas de Novorossiya. Los BMD-2 de las Fuerzas Aerotransportadas Ucranianas fueron de los primeros vehículos blindados destruidos en el conflicto. Se informó del uso de al menos un BMD-2 por separatistas durante el asedio de Sloviansk en la ciudad de Sloviansk  y otros BMD-2 separatistas fueron grabados en acción.

### Invasión rusa de Ucrania
El BMD-2 fue utilizado por las fuerzas aerotransportadas rusas en la Invasión Rusa a Ucrania  Después de que las fuerzas rusas no lograran capturar Kiev, el periodista británico Mark Urban sugirió que el BMD-2 y otros "vehículos blindados diseñados para ser lo suficientemente ligeros como para ser transportados en aviones no ofrecen mucha protección contra el fuego enemigo".." El 6 de febrero de 2025, el sitio de inteligencia de fuente abierta Oryx confirmó visualmente la pérdida de 360 BMD-2 rusos (276 destruidos, 7 dañados, 22 abandonados y 55 capturados) 

## Variantes

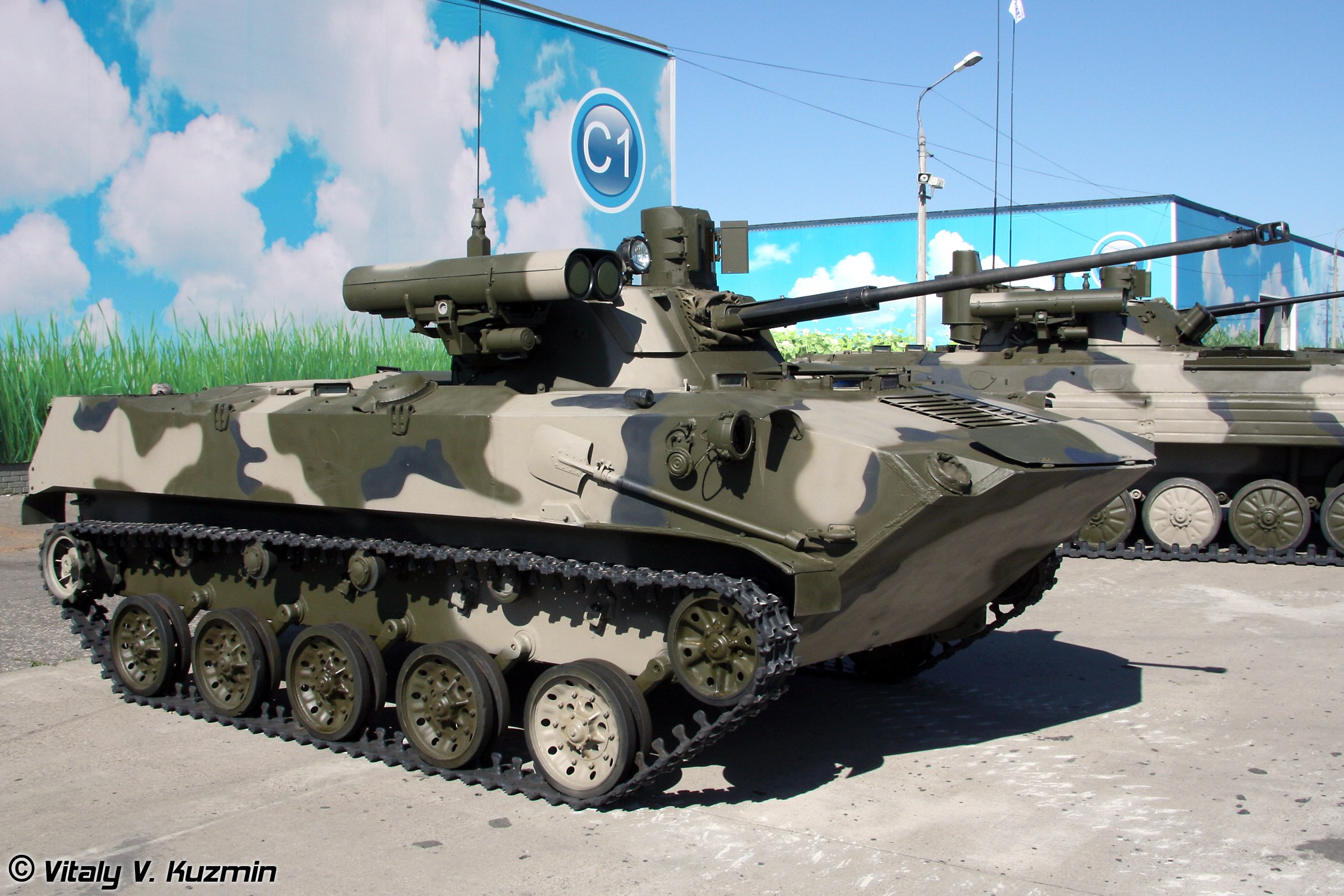
Propuesta de actualización del BMD-2M con un sistema de control de fuego mejorado y misiles guiados 9M133 Kornet.

- BMD-2 (Ob'yekt 916) – Modelo básico.
  - BMD-2K (K significa komandirskaya – mando) – Variante de mando equipada con una antena adicional.
  - BMD-2K-AU – Modernización del BMD-2K, con nuevo equipo de comunicación y mando.[11]
  - BMD-2M – Modernización del BMD-2, con la torreta original sustituida por el módulo de combate "Bereg". El armamento principal es similar al del BMD-2 sin actualizar, con un cañón 2A42 de 300 proyectiles y una ametralladora PKTM. Sin embargo, el sistema de misiles original se sustituye por dos lanzadores para misiles 9M133 Kornet. Se instala un nuevo sistema de control de fuego, con una nueva mira con canal térmico, un telémetro láser, una nueva computadora balística con sensor meteorológico y seguimiento automático de objetivos, y un nuevo estabilizador. Se instala una nueva radio y se añaden tres lanzagranadas de humo.[11]

## Operadores

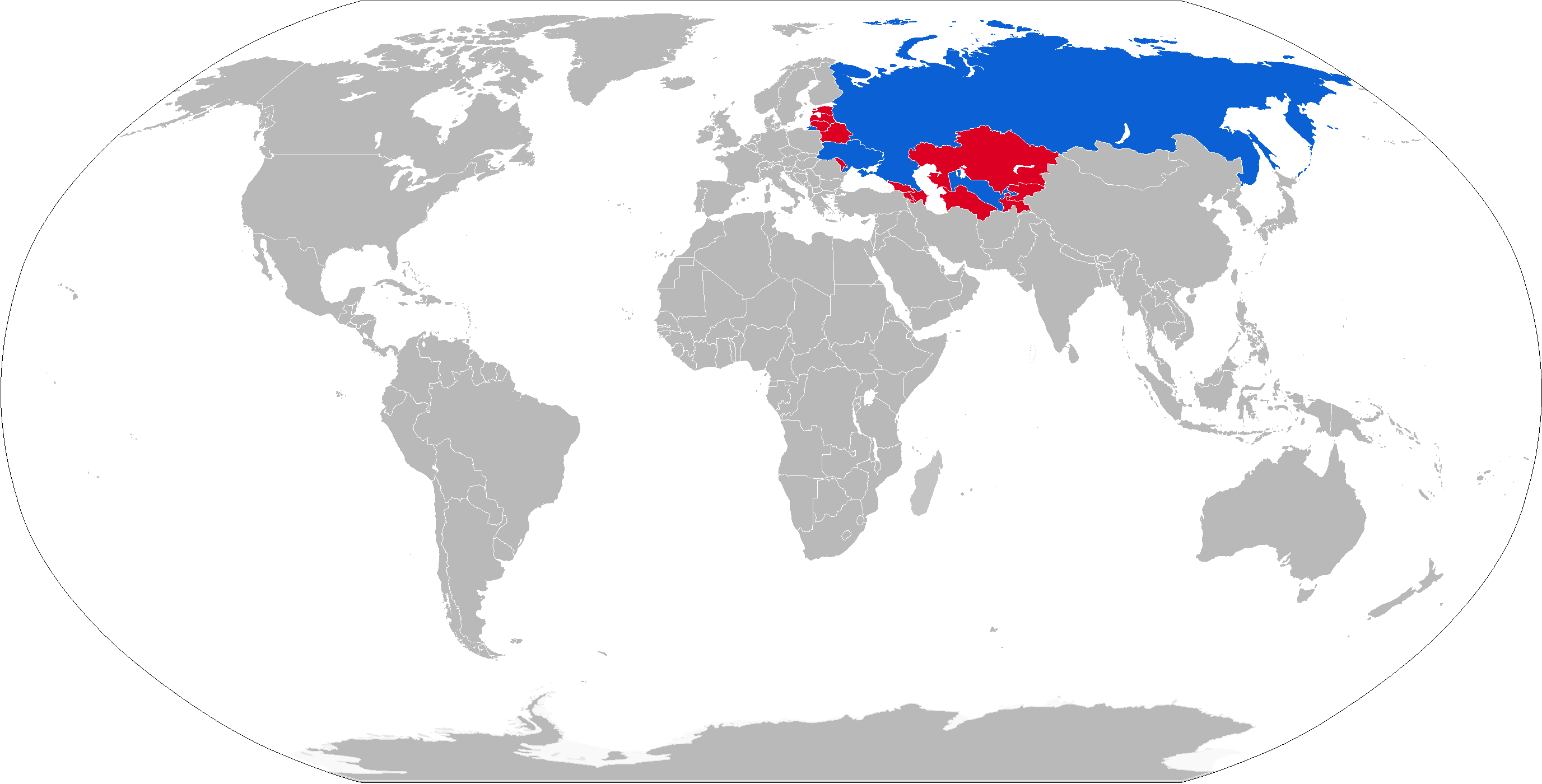
Operadores
Actual
Anterior

### Operadores actuales
Rusia  –  Aproximadamente 849 en servicio activo y más de 1500 almacenados en 2013  En servicio a partir de 2023.
 Ucrania  –  63 en 1995 y 78 en 2000 y 2005 [cita requerida]

### Antiguos operadores
Unión Soviética  – Transmitido a sus estados sucesores.